# Herndon (Pennsylvania)
Herndon, früher Trevorton Junction, ist ein Borough im Northumberland County in Pennsylvania, Vereinigte Staaten. Das U.S. Census Bureau hat bei der Volkszählung 2020 eine Einwohnerzahl von 347 ermittelt. 
Herndon wurde 1840 begründet durch Robert A. Parrish. Sie erhielt später den Namen des Seeoffiziers William Lewis Herndon, der 1857 starb, als er Passagiere von seinem sinkenden Schiff zu retten versuchte.

## Geographie
Herndons geographische Koordinaten lauten 40° 42′ N, 76° 51′ W (40,704241, −76,843212).
Nach den Angaben des United States Census Bureau hat der Borough eine Gesamtfläche von 4,7 km², wovon 2,1 km² auf Land und 2,6 km² (= 55,06 %) auf Gewässer entfallen.

## Demographie
Zum Zeitpunkt des United States Census 2000 bewohnten Herndon 386 Personen. Die Bevölkerungsdichte betrug 184,8 Personen pro km². Es gab 192 Wohneinheiten, durchschnittlich 92,7 pro km². Die Bevölkerung in Herndon bestand zu 97,91 % aus Weißen, 1,83 % Schwarzen oder African American, 0 % Native American, 0 % Asian, 0 % Pacific Islander, 0 % gaben an, anderen Rassen anzugehören und 0,26 % nannten zwei oder mehr Rassen. 0 % der Bevölkerung erklärten, Hispanos oder Latinos jeglicher Rasse zu sein.
Die Bewohner Herndons verteilten sich auf 173 Haushalte, von denen in 20,2 % Kinder unter 18 Jahren lebten. 56,1 % der Haushalte stellten Verheiratete, 4,0 % hatten einen weiblichen Haushaltsvorstand ohne Ehemann und 38,2 % bildeten keine Familien. 34,7 % der Haushalte bestanden aus Einzelpersonen und in 18,5 % aller Haushalte lebte jemand im Alter von 65 Jahren oder mehr alleine. Die durchschnittliche Haushaltsgröße betrug 2,21 und die durchschnittliche Familiengröße 2,83 Personen.
Die Bevölkerung verteilte sich auf 18,5 % Minderjährige, 7,0 % 18–24-Jährige, 27,9 % 25–44-Jährige, 24,5 % 45–64-Jährige und 21,9 % im Alter von 65 Jahren oder mehr. Der Median des Alters betrug 43 Jahre. Auf jeweils 100 Frauen entfielen 84,1 Männer. Bei den über 18-Jährigen entfielen auf 100 Frauen 90,2 Männer.
Das mittlere Haushaltseinkommen in Herndon betrug 37.750 US-Dollar und das mittlere Familieneinkommen erreichte die Höhe von 44.063 US-Dollar. Das Durchschnittseinkommen der Männer betrug 29.875 US-Dollar, gegenüber 17.969 US-Dollar bei den Frauen. Das Pro-Kopf-Einkommen belief sich auf 23.156 US-Dollar. 9,4 % der Bevölkerung und 5,7 % der Familien hatten ein Einkommen unterhalb der Armutsgrenze, davon waren 9,1 % der Minderjährigen und 22,1 % der Altersgruppe 65 Jahre und mehr betroffen.

## Bildung
Die Schüler aus Herndon und der Umgebung besuchen die Line Mountain Jr./Sr. High School.